# Торії Кійосіґе
Торії Кійосіґе (невідомо — після 1764) — японський художник періоду Едо. Представник школи Торії.

## Життя і творчість
Про походження та справжнє ім'я практично нічого невідомо. 1724 року поступив до майстерні Торії Кійонобу I. Згодом прийняв прізвище Торії. Працював тут до 1764 року. Подальша доля художника невідома.
У своїх роботах дотримувався традицій школи Торії, створюючи портрети акторів і красунь. Втім на нього сильно вплинула творчість Окумура Масанобу, під впливом якого став використовувати вертикальний формат (хасірае-бан), техніку друку бенідзурі-е (фіолетові або червоні відтиски), що дозволяла додавати до малюнка тушшю зелений і рожевий кольори. Разом з тим Торії Кійосіґе техніку граверювання — урусі-е (лакові картинки): нанесення кісткового клею на червоний і чорний кольори, що додавало ефект лакового покриття. Крім того, застосовував техніку кольорової ксилографії нісікі-е.
У композиції найчастіше виступали 1-2 особи у вільному просторі, займаючи близько 3/4 малюнка. Верхня частина віддавалася під поетичний напис у жанрі хайку. Лінії художника доволі чіткі й суворі на відміну від інших представників школи Торії.
Також був відомий як ілюстратор дитячих книжок і комічних романів (коккейбон).

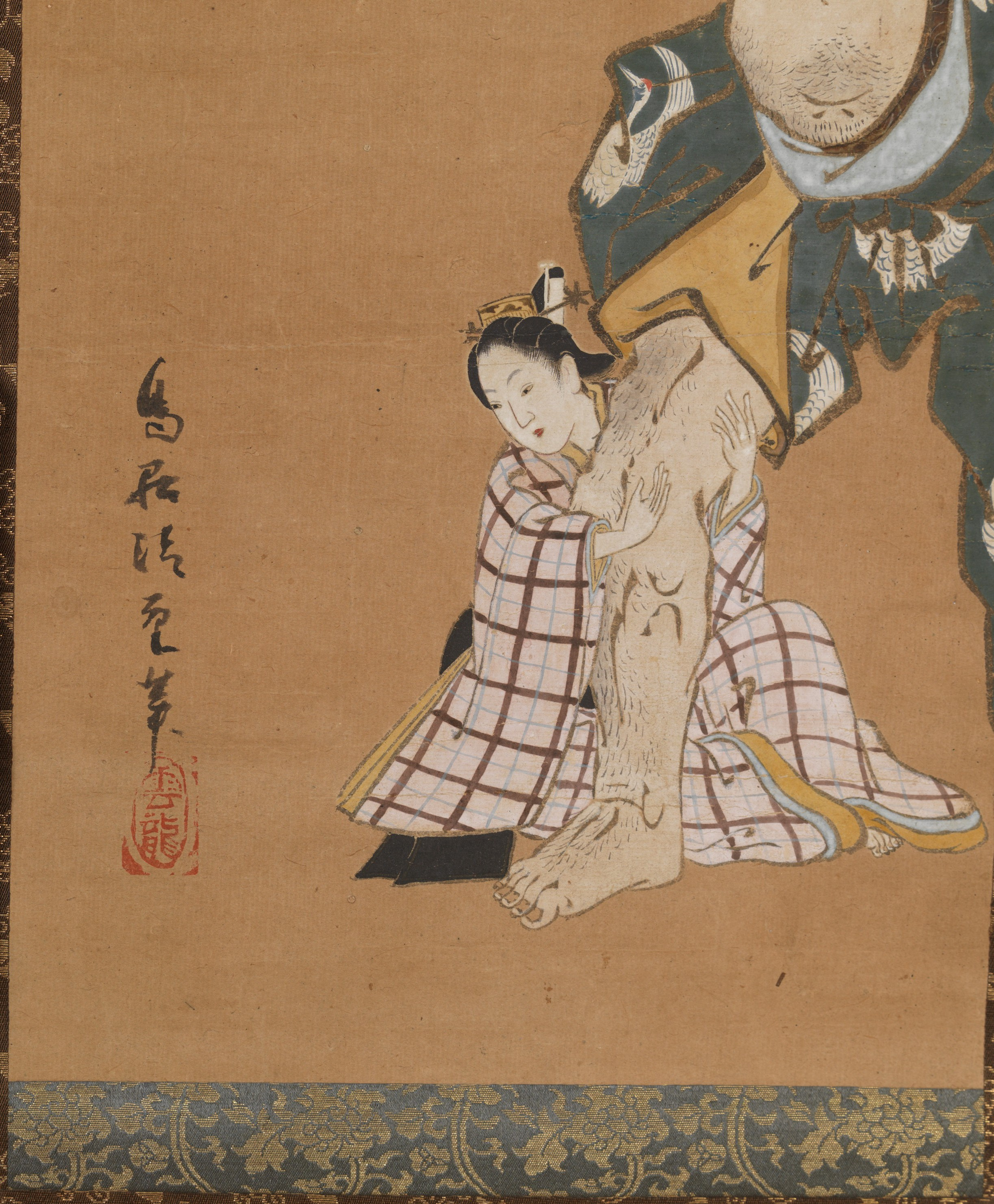
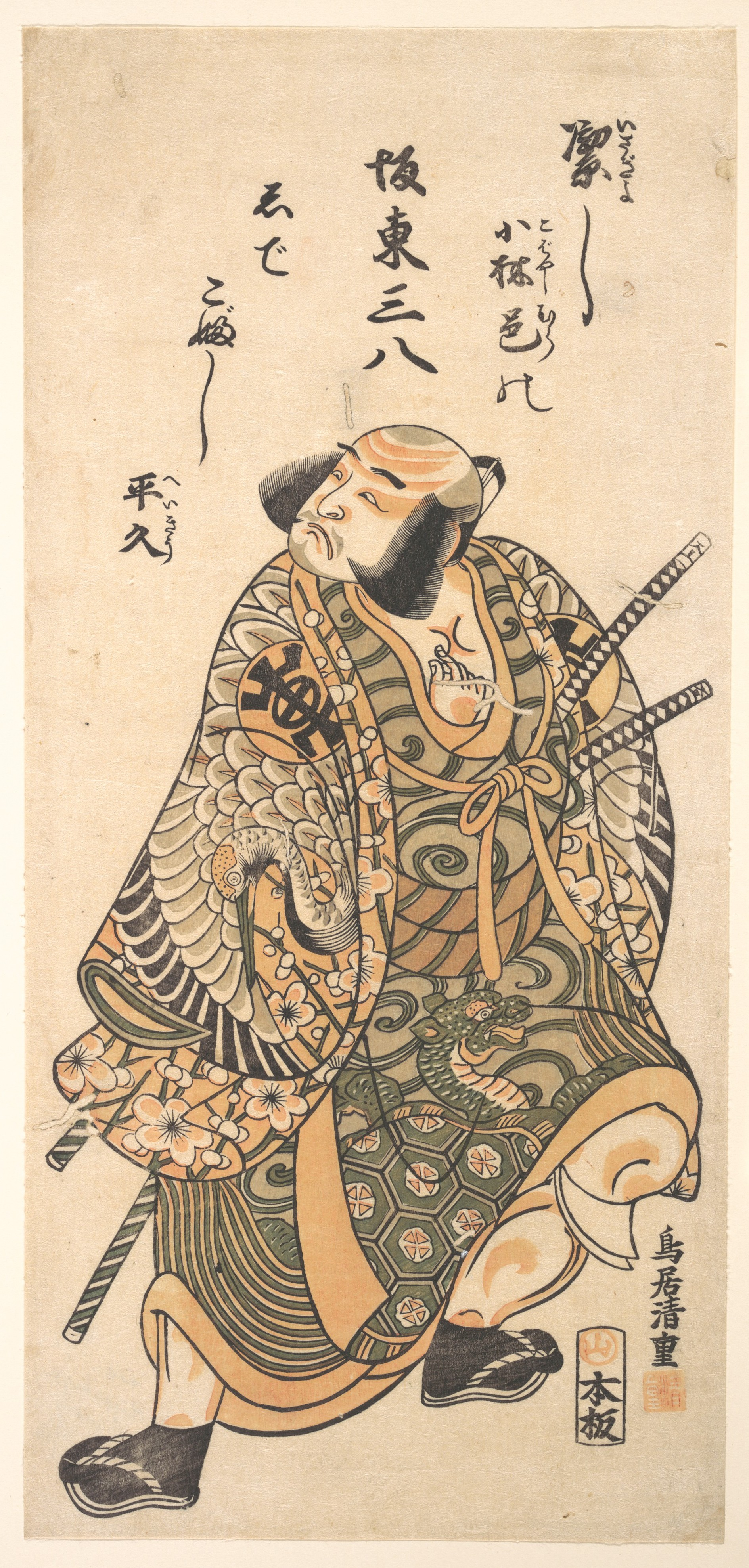
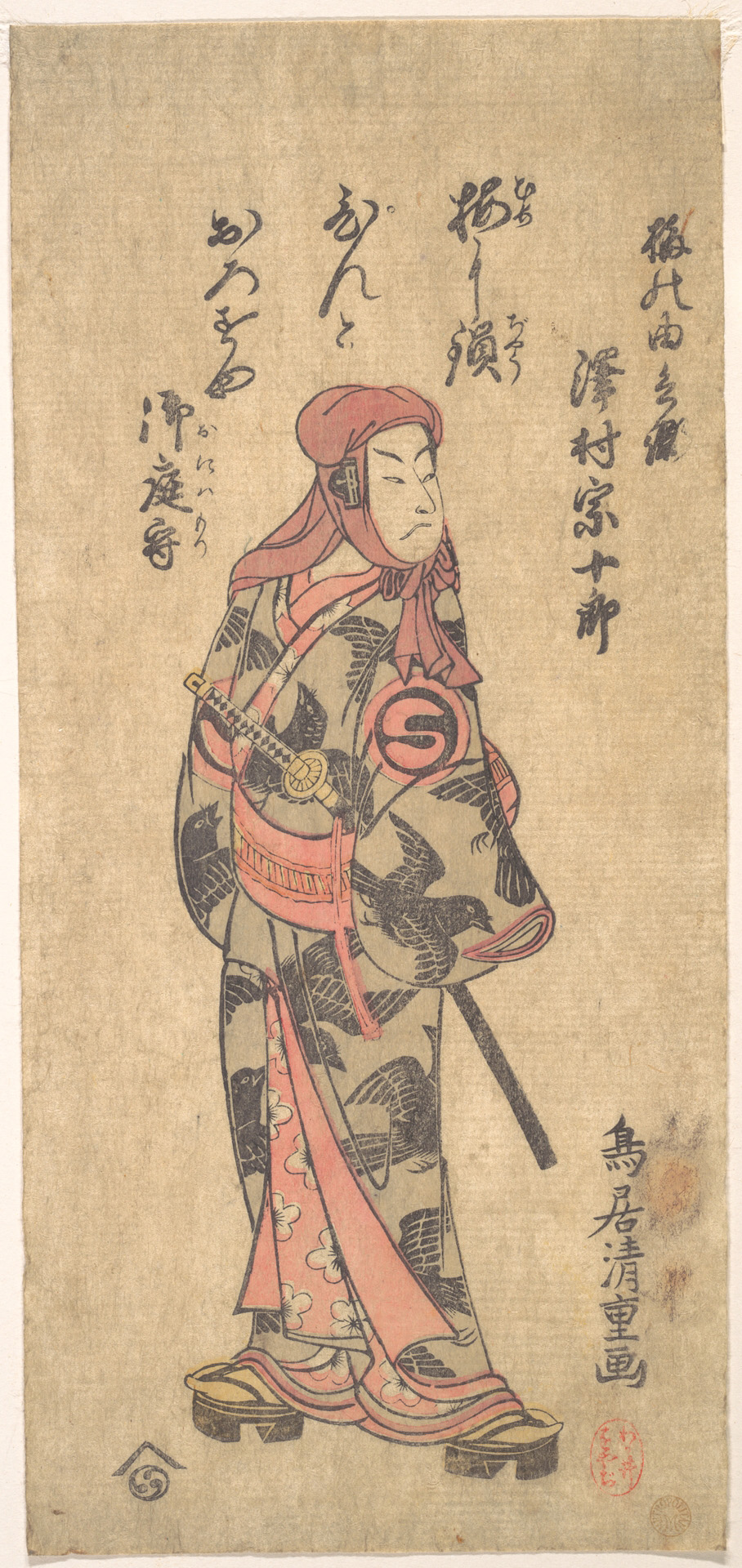
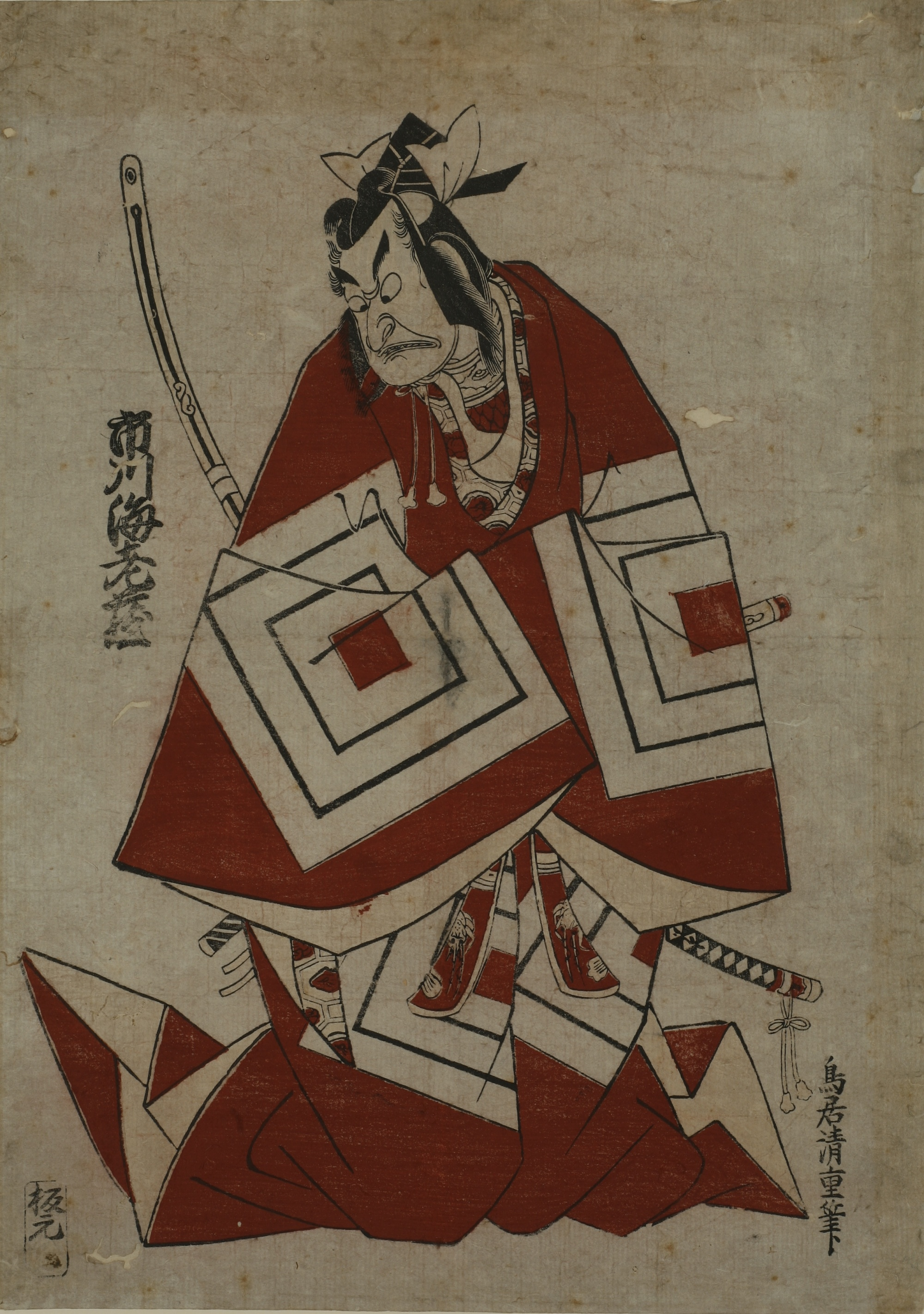
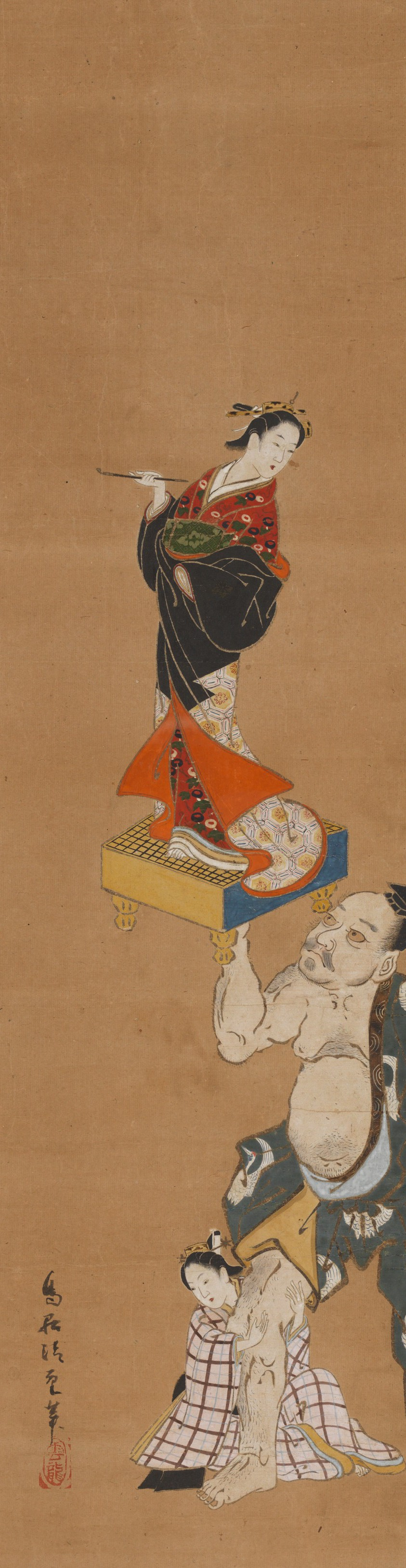